# Crassula sinclairii
Crassula sinclairii är en fetbladsväxtart som först beskrevs av Joseph Dalton Hooker, och fick sitt nu gällande namn av A.P. Druce och D.R. Given. Crassula sinclairii ingår i släktet krassulor, och familjen fetbladsväxter. Inga underarter finns listade i Catalogue of Life.